# East Mercer (Dakota del Norte)
El Territorio no Organizado de East Mercer es un territorio no organizado del condado de Mercer, Dakota del Norte, Estados Unidos. Según el censo de 2020, tiene una población de 1233 habitantes.

## Geografía
Está ubicado en las coordenadas 47°23′31″N 101°33′33″O / 47.39194, -101.55917. Según la Oficina del Censo, tiene una superficie total de 982.95 km², de los cuales 892.41 km² corresponden a tierra firme y 90.54 km² están cubiertos de agua.

## Demografía
Según el censo de 2020, hay 1233 personas residiendo en la zona. La densidad de población es de 1.38 hab./km². El 94.97% de los habitantes son blancos, el 1.22% son amerindios, el 0.24% son asiáticos, el 0.41% son de otras razas y el 3.16% son de una mezcla de razas. Del total de la población, el 0.65% son hispanos o latinos de cualquier raza.